# 岐阜カンツリー倶楽部
岐阜カンツリー倶楽部（ぎふカンツリーくらぶ）は、 岐阜県各務原市蘇原北山町にあるゴルフ場である。

## 概要
1955年（昭和30年）、岐阜県にはゴルフ場が一つもなかった、ゴルファーは「名古屋ゴルフ倶楽部・和合コース」（1929年（昭和4年）開場、設計・大谷光明）、「愛知カンツリー倶楽部・東山コース」（1954年（昭和29年）開場、設計・井上誠一）、「森林公園ゴルフ場」（現・ウッドフレンズ森林公園ゴルフ場）、1955年（昭和30年）開場、設計・上田治）まで出かけて行ってプレーした。
「しかし岐阜にも」と県内ゴルファーの切実な願いであり永年の夢だった。1958年（昭和33年）、コースの建設候補地探しが始まった、金華山麓など岐阜市近郊で2、3の候補地を検討した。辿り着いた用地が稲葉郡蘇原町（現・各務原市蘇原地区）の権現山の山麓で、旧陸軍歩兵68連隊飛島実弾射撃場跡地の一画だった。戦前の各務原は、陸軍の小軍事都市で、飛行場（現・岐阜基地）や飛行学校（現・岐阜陸軍飛行学校）などの軍施設が集まっていた。
1958年（昭和33年）3月1日、政財界をあげての力強いバックアップを得ながら、建設用地の買収が開始された。しかし、買収交渉は伊吹地区（蘇原町大字伊吹。現在の各務原市蘇原伊吹町、蘇原北陽町など）の反対があったが、岐阜県・和田土木部長、大日本土木株式会社・安田社長、岐阜いすゞ自動車株式会社・中嶋社長などの支援と、地元の清水町長や農業会・横山委員長などの協力を得て解決することができた。同年6月、会員募集を開始したところ、300名の募集に911名の3倍以上の申込があった。募集キャッチコピーは「昼はゴルフ、夜は鵜飼い」だった。
1958年（昭和33年）7月21日、新たなゴルフ場の建設に向けて経営母体「岐阜カンツリー倶楽部」を設立、代表取締役・桑原善吉、理事長・小寺勝昌、副理事長・田口利八が就任した。コース設計は、関西の第一人者上田治に依頼した。1958年（昭和33年）11月12日、コースの造成工事の起工式が行われた。
コースの造成工事は順調に進んだが、1959年（昭和34年）9月26日、中部地方を伊勢湾台風が襲った、コースの法面は崩壊、大木は倒れ、コースとグリーンの芝は泥水に流され、バンカーは土砂に埋まって、手の施しようがなかった。だが、幸いだったのが、ゴルフ場周辺の畑への土砂の流出が回避されたことである、上田治のコースレイアウトの結果である。コースの1番、9番、17番、18番ホールなど、権現山からの流出方向に対してコースを横断方向にレイアウトしていたからである。1960年（昭和35年）4月17日、コースが完成し、開場された。

## 所在地
〒504-0801 岐阜県各務原市蘇原北山町2-8

## コース情報
- 開場日 - 1960年4月17日
- 設計者 - 上田 治、佐藤 忠志（改修設計）
- 面積 - 820,000m2（約24.8万坪）
- コースタイプ - 丘陵コース
- コース - 18ホールズ、パー72、6,809ヤード、コースレート73.6
- フェアウェー - コウライ
- ラフ - ノシバ
- グリーン - 1グリーン、ニューベント
- ハザード ^ バンカー97、池が絡むホール5
- ラウンドスタイル - 全組キャディ付、全組電磁誘導カート、希望すればツーサム、ワンバック可
- 練習場 - 13打席150ヤード
- 休場日 - 毎週月曜日、12月31日、1月1日[3][4]

## クラブ情報
- ハウス面積 - 4,422m2（1,337.6坪）
- ハウス設計 - 株式会社安井建築設計事務所
- ハウス施工 - 大日本土木株式会社[3][4]

## ギャラリー
- コース - [5]
- ハウス - [6]

## 交通アクセス
鉄道
- JR高山本線 - 蘇原駅より クラブバス利用 4km 約15分
- 名鉄各務原線 - 六軒駅より クラブバス利用 約15分[7]

道路
- 東海北陸自動車道 - 岐阜各務原ICより 約8km
- 東海北陸自動車道 - 関ICより 約6km[7]

## エピソード
- 1967年（昭和42年）4月20日、旧皇族の朝香宮がゴルフ場に訪れ、プレー後「7番グリーン前のバンカーは隠しバンカーというやつだ、直ぐに改善したまえ」といって帰った。だが、その隠しバンカーは今でも健在である[8]。

## 関連文献
- 『月刊ゴルフマネジメント』、「ゴルフ倶楽部を考える 217回 岐阜カンツリー倶楽部の創設」、著者井上勝純、東京 一季出版、2004年5月、2021年4月3日閲覧
- 『ゴルフ場ガイド 西版』、2006-2007、「岐阜カンツリー倶楽部」、東京 ゴルフダイジェスト社、2006年5月、2021年4月3日閲覧
- 『美しい日本のゴルフコース BEAUTIFUL GOLF CULTURE IN JAPAN 日本のゴルフ110年記念 ゴルフは日本の新しい伝統文化である』、ゴルフダイジェスト社「美しい日本のゴルフコース」編纂委員会編、「「純血岐阜」をめざして昭和33年、個人正会員20万円で募集。予定人数の3倍以上が殺到した」、東京 ゴルフダイジェスト社、2013年12月、2021年4月3日閲覧